# Falklandska struja
Falklandska struja je hladna morska struja koja u Atlantiku pred obalom juga Južne Amerike struji prema sjeveru i ogranak je Antarktičke cirkumpolarne struje.
Ona je nastavak Kap Hoornske struje. Teče od Falklandskih otoka do neposredno pred ušće Rio de la Plata. Ovdje, na 40° južne zemljopisne širine sreće toplu Brazilsku struju koja stiže sa sjevera. Vodene mase obaju struja se miješaju i okreću prema istoku gdje se djelomično ponovo spajaju s Antarktičkom cirkumpolarnom strujom, a djelomično kao Benguelska struja idu na sjever.
vidi i:
- Morska struja
- termohalinska cirkulacija

## Poveznice
- Shematski prikaz važnijih morskih struja